# João Oliveira
João Guilherme Ramos Rosa de Oliveira (Évora, 9 de julho de 1979) é um advogado e político português. Foi deputado à Assembleia da República Portuguesa pelo Partido Comunista Português, de modo efetivo, de 2007 a 2022, tendo sido sempre eleito pelo círculo eleitoral do distrito de Évora. como membro das lista da Coligação Democrática Unitária para esse mesmo círculo eleitoral. Não foi reeleito nas eleições legislativas de 2022, dado que a CDU perdeu, para o PSD, o assento que tinha pelo distrito de Évora, um facto inédito na Terceira República.

## Biografia
Licenciado em Direito pela Universidade de Coimbra, foi membro da Associação Académica de Coimbra, da qual integrou quer a Direção do seu Núcleo de Estudantes de Direito, quer a Direção-Geral da Associação. Foi membro do Senado da Universidade de Coimbra.
Natural de Évora, foi na juventude membro da Direção da Associação de Estudantes da Escola Secundária Severim de Faria e do seu Conselho de Escola.
Foi tenor no grupo coral da Assembleia da República.

## Atividade Política
Militante do Partido Comunista Português, é membro da Comissão Política do Comité Central do PCP.
Foi eleito pela primeira vez à Assembleia de Freguesia da Horta das Figueiras em Évora, nas listas da Coligação Democrática Unitária, nomeado pelo PCP.
Foi colaborador pontual em programa de debate político no canal de televisão português, SIC, entre setembro e dezembro de 2017 e entre abril e setembro de 2019.

### Deputado à Assembleia da República
Tendo sido o segundo candidato da lista do PCP pelo distrito de Évora às Eleições legislativas de 2005, substituiu temporariamente Abílio Fernandes, que havia sido eleito por aquele círculo eleitoral, em fevereiro e março de 2006. Após o pedido de renúncia de Abílio Fernandes, em janeiro de 2007, João Oliveira passou a ocupar definitivamente o seu lugar. Oliveira é reeleito consecutivamente nas eleições de 2009, 2011 e 2015 e 2019, correspondentes respetivamente às X, XI, XII, XIII e XIV legislaturas.
Foi Presidente do Grupo Parlamentar do PCP desde 2013 até 2022, em substituição de Bernardino Soares. Em 2019, foi reconduzido no cargo.

#### XIV Legislatura
Na XIV Legislatura foi Vice-presidente e coordenador do grupo parlamentar na Comissão de Transparência e Estatuto dos Deputados. Foi coordenador do grupo parlamentar na Comissão de Negócios Estrangeiros e Comunidades Portuguesas e membro da Comissão de Defesa Nacional. Pertenceu ao grupo de trabalho dedicado ao Registo de Interesses dos deputados.

#### XIII Legislatura
Na XIII Legislatura foi Vice-presidente e coordenador do grupo parlamentar na Comissão de Negócios Estrangeiros e Comunidades Portuguesas. Integrou a IIª Comissão Parlamentar de Inquérito à Recapitalização da Caixa Geral de Depósitos e à Gestão do Banco.
Foi vice-presidente do grupo parlamentar de amizade Portugal-China, e membro dos grupos parlamentares de amizade Portugal-Angola e Portugal-Cuba.

#### XII Legislatura
Na XII Legislatura foi coordenador do grupo parlamentar na Comissão de Assuntos Constitucionais, Direitos, Liberdades e Garantias, e na Comissão de Assuntos Europeus. Foi membro da Comissão Eventual de Verificação de Poderes dos Deputados Eleitos, e também da Comissão para a Ética, a Cidadania e a Comunicação.
Pertenceu aos grupos de trabalho dedicados aos temas: Tribunal Arbitral do Desporto; Legislação Penal; Co-adoção; Registo de Interesses; Código de Processo Civil; Audição de Peticionantes; Regime Jurídico das Associações Públicas Profissionais; Julgados de Paz; Grupo de Trabalho Assembleia da República para a Consolidação Legislativa.

#### XI Legislatura
Na XI Legislatura foi vice-presidente e coordenador do Grupo Parlamentar da Comissão de Ética, Sociedade e Cultura. Foi membro da Comissão de Assuntos Constitucionais, Direitos, Liberdades e Garantias. Integrou também a Comissão Eventual de Verificação de Poderes, da Comissão eventual para o acompanhamento político do fenómeno da corrupção e para a análise integrada de soluções com vista ao seu combate. Pertenceu também à Comissão Eventual de Inquérito Parlamentar à relação do Estado com a Comunicação Social e, nomeadamente, à atuação do Governo na compra da TVI. Por fim integrou a Comissão Eventual para a Revisão Constitucional.
Pertenceu aos grupos de trabalho dedicados aos temas: Alteração da Lei das Uniões de Facto; Mudança do Registo de Sexo no Assento de Nascimento; Criação de Tribunais de Competência Especializada; Lei da Vigilância Eletrónica; Registo de Interesses; Profissionais de Espetáculos; Audiências da CESC; Avaliação da aplicação da Lei da Rádio; Avaliação da problemática do estatuto profissional das artes e Subcomissão de Igualdade.

#### X Legislatura
Na X Legislatura foi coordenador do grupo parlamentar na Comissão de Ética, Sociedade e Cultura. Foi secretário da Comissão de Assuntos Constitucionais, Direitos, Liberdades e Garantias e da Comissão de Negócios Estrangeiros e Comunidades Portuguesas.
Pertenceu à Comissão de Assuntos Europeus, à Comissão de Poder Local, Ambiente e Ordenamento do Território, à Comissão de Educação, Ciência e Cultura, à Comissão de Assuntos Constitucionais, Direitos, Liberdades e Garantias e à Comissão de Educação e Ciência.
Pertenceu aos grupos de trabalho dedicados aos temas: Código de Processo Penal; Campanha de Combate à Violência Doméstica; Dados do Sistema Judicial; Regime Jurídico Uniões de Facto; Regime Jurídico Inventário; Proteção Vítimas Violência Doméstica; Proteção Contra a Violência de Género; Investigação da Maternidade e Paternidade; Subcomissão de Justiça e Assuntos Prisionais; Ensino Especial; Qualificação; Lei da Rádio e Registo de Interesses. Pertenceu também à Subcomissão de Igualdade de Oportunidades e Família e à Subcomissão de Justiça e Assuntos Prisionais.
Foi relator do Relatório do Governo "Portugal na União Europeia - 2008".